# Simonne Brugghe
Simonne Brugghe est une résistante belge née le 16 décembre 1922 et morte en 1987.

## Biographie
Simonne Brugghe naît le 16 décembre 1922.
Elle mène une carrière d'enseignante.
En 1944, elle transmet des informations au général Stanisław Maczek, ce qui permet à la ville de Roulers d'être libérée de l'occupation allemande sans bombardement britannique et sans trop d'effusions de sang. Cet acte lui confère le statut d'« héroïne de la résistance ».
Elle meurt en 1987.
Une rue de Roulers porte son nom depuis septembre 2019, date marquant les 75 ans de la libération de Roulers par l'armée polonaise.
En mars 2024, une stèle commémorative est dévoilée au vieux cimetière de Roulers, en mémoire de Simonne Brugghe et du général Stanisław Maczek.

## Vie privée
Elle fait partie d'une famille de douze enfants dont l'aînée se prénomme Germaine et dont le cadet se prénomme Jozef.